# Súperliga Femenina de Ecuador
La Superliga Ecuatoriana de Fútbol Femenino, conocida también como Superliga Femenina, es la máxima categoría femenina del sistema de ligas de fútbol de Ecuador, organizada por la Federación Ecuatoriana de Fútbol.
Desde su fundación en 2019, el certamen se ha disputado durante 5 años y se han otorgado 5 títulos. El club que más campeonatos ha conseguido es el Deportivo Cuenca con 2.
El actual campeón es el club Dragonas , que obtuvo su primer título en la temporada 2024.

## Historia

### Antecedentes
En 2013 se organizó el primer Campeonato Nacional de Fútbol Femenino Amateur avalado por la FEF. Ninguno de estos 16 clubes participantes pertenecían o eran filiales de los clubes masculinos de la Primera A. Son equipos que vienen realizando esta actividad en el plano barrial o amateur por 15 y hasta 20 años, no hay una fecha exacta.

### Inicios
En 2019, la FEF creó la Comisión de Fútbol Femenino para que se encargue de la creación de un nuevo torneo de fútbol femenino profesional el cual incluyó la participación de los equipos de la Serie A de Ecuador. Este torneo los equipos podrán inscribir a jugadores de manera profesional aunque no es obligación que todo el equipo lo sea.

## Sistema de competición
El campeonato está conformado por dos etapas:
En la primera etapa, los 22 equipos participantes se dividen en 2 grupos de 11 equipos cada uno de acuerdo con su ubicación geográfica, jugando bajo el sistema de todos contra todos en partidos de ida y vuelta. Los 4 mejores ubicados de cada grupo clasifican a la segunda etapa.
En la segunda etapa, los 8 equipos clasificados de la etapa anterior son emparejados en 4 llaves, jugando cuartos, semifinal y final bajo el sistema de eliminación directa en partidos de ida y vuelta, decidiendo de esta manera al campeón del torneo.

### Clasificación a torneos internacionales
El equipo que quede campeón clasifica como Ecuador 1 a la Conmebol Libertadores Femenina de la misma temporada.

### Sistema de descenso
El peor equipo ubicado en la tabla general descienden a la Serie B.

## Patrocinio
El 29 de agosto de 2019, la Federación Ecuatoriana de Fútbol llegó a un acuerdo con la empresa DirecTV para la transmisión de la etapa final de la edición de 2019.

## Equipos participantes
Un total de 29 equipos han participado en la Superliga Ecuatoriana de Fútbol Femenino desde su creación en 2019, de los cuales 4 han sido campeones hasta el momento. 

### Información de los equipos
| Nombre del club                  | Ciudad                                                                                  | Entrenador        | Estadio                                                            | Capacidad           |
| -------------------------------- | --------------------------------------------------------------------------------------- | ----------------- | ------------------------------------------------------------------ | ------------------- |
| Barcelona                        | Guayaquil                                                                               | Wendy Villón      | Ver listaComplejo Canchas del Astillero Monumental Banco Pichincha | Ver listaTBD 59 283 |
| Dep.Ibarra                       | [[Archivo:\|class=notpageimage noviewer\|15px\|border\|Bandera de Ibarra]] Ibarra       | Mauricio Bolaños  | Olímpico de Ibarra                                                 | 17 300              |
| Emelec                           | Guayaquil                                                                               | Santo Rodríguez   | Holcim Arena                                                       | 1000                |
| El Nacional                      | Quito                                                                                   | Diego Torres      | Complejo BGR El Sauce                                              | 300                 |
| Espuce                           | Quito                                                                                   | Boris Tipán       | Nayón                                                              | TBD                 |
| Dragonas/Independiente del Valle | [[Archivo:\|class=notpageimage noviewer\|15px\|border\|Bandera de Sangolquí]] Sangolquí | Gustavo Pineda    | Banco Guayaquil                                                    | 12000               |
| Liga de Quito                    | Quito                                                                                   | Gerardo Londoño   | Rodrigo Paz Delgado                                                | 41575               |
| Macará                           | Ambato                                                                                  | Anderson Torres   | Complejo Deportivo La Providencia                                  | 100                 |
| Ñañas                            | Quito                                                                                   | susu cores        | General Rumiñahui                                                  | 7500                |
| Leones del Norte                 | [[Archivo:\|class=notpageimage noviewer\|15px\|border\|Bandera de Ibarra]] Ibarra       | Wilson Fernández  | Liga Deportiva Cantonal de Otavalo                                 | 3000                |
| Universidad Católica             | Quito                                                                                   | Daniela Díaz      | La Armenia                                                         | 2000                |
| Vinotinto F.C.                   | Quito                                                                                   | Francisco Ramírez | Francisco Reinoso                                                  | 7500                |

### Estadísticas de los equipos
| Equipo               | Debut | Temporadas | Temporadas consecutivas | Último retorno | Títulos | Último título | 2024         |
| -------------------- | ----- | ---------- | ----------------------- | -------------- | ------- | ------------- | ------------ |
| Barcelona            | 2019  | 6          | 6                       | -              | 1       | 2023          | Subcampeón   |
| Dep.Ibarra           | 2022  | 4          | 4                       | -              | -       | -             | 9°           |
| El Nacional          | 2019  | 6          | 6                       | -              | 1       | 2020          | 11.°         |
| Espuce               | 2019  | 5          | 4                       | 2021           | -       | -             | 8.°          |
| Emelec               | 2019  | 4          | 4                       | 2025           | -       | -             | 1.°(Ascenso) |
| Indep.del Valle      | 2019  | 6          | 6                       | -              | 1       | 2024          | Campeón      |
| Liga de Quito        | 2019  | 6          | 6                       | -              | -       | -             | 3.°          |
| Macará               | 2019  | 6          | 6                       | -              | -       | -             | 7.°          |
| Ñañas                | 2019  | 6          | 6                       | -              | 1       | 2022          | 4.°          |
| Vinotinto F.C.       | 2019  | 5          | 5                       | -              | -       | -             | 10.°         |
| Leones del Norte     | 2020  | 6          | 5                       | -              | -       | -             | 5.°          |
| Universidad Católica | 2019  | 5          | 4                       | 2022           | -       | -             | 6°           |

## Palmarés

### Cuadro de honor
| Temporada          | Campeón                     | Subcampeón                  | Tercero                     | Cuarto               |
| Súperliga Femenina | Súperliga Femenina          | Súperliga Femenina          | Súperliga Femenina          | Súperliga Femenina   |
| ------------------ | --------------------------- | --------------------------- | --------------------------- | -------------------- |
| 2019               | Deportivo Cuenca (1)        | Ñañas (1)                   | Independiente del Valle (1) | Barcelona (1)        |
| 2020               | El Nacional (1)             | Ñañas (2)                   | Barcelona (1)               | Liga de Quito (1)    |
| 2021               | Deportivo Cuenca (2)        | Ñañas (3)                   | Independiente del Valle (2) | Liga de Quito (2)    |
| 2022               | Ñañas (1)                   | Independiente del Valle (1) | Barcelona (2)               | Deportivo Ibarra (1) |
| 2023               | Barcelona (1)               | Independiente del Valle (2) | Liga de Quito (1)           | Leones del Norte (1) |
| 2024               | Independiente del Valle (1) | Barcelona (1)               | Liga de Quito (2)           | Ñañas (1)            |
| 2025               | Por Definir                 | Por Definir                 | Por Definir                 | Por Definir          |

## Estadísticas

### Clasificación histórica
La clasificación histórica de la Súperliga Femenina de Ecuador es un resumen estadístico del torneo de fútbol profesional ecuatoriano, desde su creación en 2019. La tabla muestra los 10 mejores equipos posicionados en esta competición. La puntuación se ha realizado aplicando la regla de 3 puntos por victoria y uno por empate, tal y como se realiza actualmente el conteo de puntos a nivel mundial.
Actualizado al término de la Súperliga Femenina de Ecuador 2023.
En negrita los equipos que militan actualmente en la Súperliga Femenina de Ecuador, (desaparecido) singnifica que este club desaparecio y (inactivo) singnifica que este club está inactivo.
| Pos  | Equipo              | Ciudad    |   |   | PTS | PJ  | PG | PE | PP | GF  | GC  | DG   | Des | Temporadas |
| ---- | ------------------- | --------- | - | - | --- | --- | -- | -- | -- | --- | --- | ---- | --- | ---------- |
| 1.°  | Independiente Valle | Sangolquí | 1 | 2 | 221 | 106 | 74 | 8  | 9  | 269 | 65  | +204 | -3  | 5          |
| 2.°  | Barcelona           | Guayaquil | 1 | 1 | 198 | 88  | 60 | 18 | 10 | 242 | 57  | +185 | -   | 5          |
| 3.°  | Ñañas               | Quito     | 1 | 3 | 190 | 98  | 59 | 13 | 26 | 208 | 102 | +106 | -   | 5          |
| 4.°  | Liga de Quito       | Quito     | - | - | 157 | 84  | 49 | 10 | 23 | 176 | 93  | +83  | -   | 5          |
| 5.°  | El Nacional         | Quito     | 1 | - | 128 | 66  | 39 | 11 | 26 | 161 | 106 | +55  | -   | 5          |
| 6.°  | Deportivo Cuenca    | Cuenca    | 2 | - | 116 | 62  | 37 | 5  | 21 | 182 | 86  | +96  | -   | 4          |
| 7.°  | Carneras            | Cuenca    | - | - | 113 | 72  | 36 | 5  | 31 | 116 | 110 | +6   | -   | 5          |
| 8.°  | Espuce              | Quito     | - | - | 79  | 70  | 22 | 13 | 35 | 83  | 136 | -53  | -   | 4          |
| 9.°  | Quito               | Quito     | - | - | 77  | 70  | 21 | 14 | 33 | 87  | 137 | -50  | -   | 5          |
| 10.° | Leones del Norte    | Ibarra    | - | - | 76  | 54  | 23 | 7  | 24 | 78  | 88  | -10  | -   | 4          |

### Estadísticas por equipo
| Equipo                  | 1º | 2º | 3º | 4º | Temporadas campeón | Temporadas subcampeón | Temporadas tercer lugar | Temporadas cuarto lugar |
| ----------------------- | -- | -- | -- | -- | ------------------ | --------------------- | ----------------------- | ----------------------- |
| Deportivo Cuenca        | 2  |    |    |    | 2019, 2021.        |                       |                         |                         |
| Ñañas                   | 1  | 3  |    | 1  | 2022.              | 2019, 2020, 2021.     |                         | 2024.                   |
| Independiente del Valle | 1  | 2  | 2  |    | 2024               | 2022,2023.            | 2019, 2021.             |                         |
| Barcelona               | 1  | 1  | 2  | 1  | 2023               | 2024                  | 2020, 2022.             | 2019.                   |
| El Nacional             | 1  |    |    |    | 2020.              |                       |                         |                         |
| Liga de Quito           |    |    | 2  | 2  |                    |                       | 2023,2024.              | 2020, 2021.             |
| Leones del Norte        |    |    |    | 1  |                    |                       |                         | 2023.                   |
| Deportivo Ibarra        |    |    |    | 1  |                    |                       |                         | 2022.                   |

### Estadísticas por provincia
| Provincia |   | Títulos                                       |   | Subtítulos                    |   | Terceras Posiciones                   |   | Cuartas Posiciones                  |
| --------- | - | --------------------------------------------- | - | ----------------------------- | - | ------------------------------------- | - | ----------------------------------- |
| Pichincha | 3 | El Nacional (1) Ñañas (1) Indep.del Valle (1) | 5 | Ñañas (3) Indep.del Valle (2) | 4 | Indep.del Valle (2) Liga de Quito (2) | 3 | Liga de Quito (2) Ñañas (1)         |
| Azuay     | 2 | Deportivo Cuenca (2)                          |   |                               |   |                                       |   |                                     |
| Guayas    | 1 | Barcelona (1)                                 | 1 | Barcelona (1)                 | 2 | Barcelona (2)                         | 1 | Barcelona (1)                       |
| Imbabura  |   |                                               |   |                               |   |                                       | 2 | Dep.Ibarra (1) Leones del Norte (1) |

### Goleadoras por temporada
| Temporada | Jugador        | Equipo                  | Goles |
| --------- | -------------- | ----------------------- | ----- |
| 2019      | Madelin Riera  | Deportivo Cuenca        | 44    |
| 2020      | Madelin Riera  | El Nacional             | 20    |
| 2021      | Madelin Riera  | Deportivo Cuenca        | 28    |
| 2022      | Madelin Riera  | Barcelona               | 27    |
| 2023      | Madelin Riera  | Barcelona               | 27    |
| 2024      | Nayely Bolaños | Independiente del Valle | 21    |

### Directores Técnicos campeones
| Temporada | Director Técnico  | Equipo                  |
| --------- | ----------------- | ----------------------- |
| 2019      | Wendy Villón      | Deportivo Cuenca        |
| 2020      | Wendy Villón      | El Nacional             |
| 2021      | Wendy Villón      | Deportivo Cuenca        |
| 2022      | Francisco Ramírez | Ñañas                   |
| 2023      | Wendy Villón      | Barcelona               |
| 2024      | Gustavo Pineda    | Independiente del Valle |
| 2025      | Por definir       | Por definir             |

### Ascensos y descensos a la Súperliga Femenina
| Año  | Nº de equipos participantes | Descendidos                                                                                 | Ascendidos |
| ---- | --------------------------- | ------------------------------------------------------------------------------------------- | --- |
| 2019 | 22                          | Espuce, Fuerza Amarilla, Delfín, Universidad Católica, Mushuc Runa, Aucas.                  | Liga Deportiva Juvenil, San Miguel, Siete de Febrero (Siete de Febrero no ascendió, pero fue tomado en cuenta para completar los 18 equipos de la Súperliga Femenina 2020) |
| 2020 | 18                          | América de Quito (Retirado), Dep.Santo Domingo (Sancionado), Espe, Olmedo, Siete de Febrero | Sport JC, Espuce |
| 2021 | 16                          | Liga de Macas, Sport JC                                                                     | Dep.Ibarra, Universidad Católica |
| 2022 | 16                          | Emelec, Técnico Universitario, Guayaquil City, Dep.Cuenca                                   | Patria, Ñusta |
| 2023 | 14                          | Patria, Carneras                                                                            | Toreros FC, Dep.Cuenca |
| 2024 | 14                          | Ñusta, Toreros, Dep.Cuenca                                                                  | Emelec |
| 2025 | 12                          | Por Definir                                                                                 | Por Definir |

## Datos

### Campeonato
- Primer partido profesional femenino: Carneras UPS 1 - 2 Barcelona (26 de abril de 2019 en el Estadio Valeriano Gavinelli).
- Primer triunfo local: El Nacional 3 - 0 América (27 de abril de 2019 en el Complejo El Sauce).
- Máxima goleada:
  - Nota: Se toman en cuenta las goleadas que superen mas de 10 goles.
  - Emelec 21 - 0 Fuerza Amarilla (16 de agosto de 2019 en el Complejo de Formativas del Emelec en Parque Samanes).
  - Deportivo Cuenca 21 - 1 Fuerza Amarilla (24 de agosto de 2019 en el Estadio Alejandro Serrano Aguilar).
  - Barcelona 14 - 0 Técnico Universitario (6 de agosto de 2022 en el Complejo de Formativas del Barcelona en Parque Samanes).
  - Deportivo Cuenca 13 - 0 Olmedo (16 de agosto de 2019 en el Estadio Alejandro Serrano Aguilar).
  - Barcelona 12 - 0 Quito F.C. (9 de junio de 2023 en el Estadio Monumental Isidro Romero Carbo).
  - Barcelona 12 - 0 El Nacional (23 de abril de 2022 en el Estadio Monumental Isidro Romero Carbo).
  - El Nacional 12 - 0 Aucas (15 de mayo de 2019 en el Complejo El Sauce).
  - Delfín 12 - 0 Fuerza Amarilla (3 de agosto de 2019 en el Estadio Jocay).
  - Club Sport Patria 0 - 11 Dragonas IDV (6 de mayo de 2023 en el Samborondón Arena).
  - Deportivo Ibarra 10 - 1 Club Sport Patria (1 de julio de 2023 en el Estadio Liga Caranqui).
- Máxima goleada en una final: .
  - Dragonas IDV 0 - 3 Barcelona (10 de septiembre de 2023 en el Estadio Banco Guayaquil).
  - Dragonas IDV 4 - 0 Barcelona (21 de septiembre de 2024 en el Estadio Banco Guayaquil).
- Empate con mayor cantidad de goles:
  - América 3 - 3 Liga de Quito (24 de mayo de 2019 en la Casa de la Selección).
  - Macará 3 - 3 Barcelona (1 de junio de 2019 en el Complejo La Providencia).

### Equipos
- Mayor cantidad de puntos en una temporada:
  - Deportivo Cuenca en 2019 (69 puntos en 26 partidos).
  - Dragonas del Valle en 2025 (66 puntos en 22 partidos).
- Mayor cantidad de victorias en una temporada:
  - Deportivo Cuenca en 2019 (23 partidos).
  - Dragonas del Valle en 2025 (22 partidos).
- Mayor cantidad de partidos invictos:
  - Dragonas del Valle en 2024 y 2025 (44 partidos) (Récord vigente).
  - Dragonas del Valle en 2019 (23 partidos).
  - Barcelona Sporting Club en 2019 (22 partidos).
  - Dragonas del Valle en 2023 (19 partidos).
  - Barcelona Sporting Club en 2022 (16 partidos).
  - Deportivo Cuenca en 2021 (16 partidos).
  - El Nacional en 2019 (12 partidos).
  - Deportivo Cuenca en 2019 (11 partidos).
- Mayor cantidad de victorias consecutivas:
  - Dragonas del Valle en 2025 (22 victorias).
  - Deportivo Cuenca en 2019 (11 victorias).
- Mayor cantidad de goles anotados en una temporada: Deportivo Cuenca en 2019 (107 goles en 26 partidos).
- Mayor cantidad de goles recibidos en una temporada: Fuerza Amarilla en 2019 (128 goles en 20 partidos).

### Jugadoras
- Máxima goleadora en una temporada: Madeleine Riera con el Deportivo Cuenca en 2019 (44 goles en 26 partidos).
- Jugadora con mayor cantidad de goles en un partido: Madeleine Riera con el Deportivo Cuenca (6 goles) en dos ocasiones. 
  - Deportivo Cuenca 13 - 0 Olmedo el 16 de agosto de 2019.
  - Deportivo Cuenca 21 - 1 Fuerza Amarilla el 24 de agosto de 2019.
- Autora del primer gol en la historia del fútbol profesional ecuatoriano femenino: 
  -  Alexyar Cañas jugando para el Barcelona el 26 de abril de 2019 en la victoria ante Carneras UPS.

#### Asistencia
- Mayor cantidad de asistentes:
  - Final ida Barcelona - Dragonas IDV: 20.000 personas ingresaron al estadio el 2 de septiembre de 2023.
  - Final ida Barcelona - Dragonas IDV: 15.000 personas ingresaron al estadio el 14 de septiembre de 2024.
  - Final vuelta Deportivo Cuenca - Ñañas: 15.000 personas ingresaron al estadio el 28 de septiembre de 2019.
  - Final vuelta Dragonas IDV - Barcelona: 8.500 personas ingresaron al estadio el 10 de septiembre de 2023.
  - Emelec - Barcelona: 6.500 personas ingresaron al estadio el 12 de junio de 2019.
  - Barcelona - Guerreras Albas LDU: 5.547 personas ingresaron al estadio el 7 de mayo de 2022.
  - Semifinal vuelta Deportivo Cuenca - Barcelona: 5.000 personas ingresaron al estadio el 12 de septiembre de 2019.
  - Final vuelta Dragonas IDV - Barcelona: 4.500 personas ingresaron al estadio el 21 de septiembre de 2024.
  - Final vuelta Deportivo Cuenca - Club Ñañas: 4.000 personas ingresaron al estadio el 11 de septiembre de 2021.